# Czarnobrody

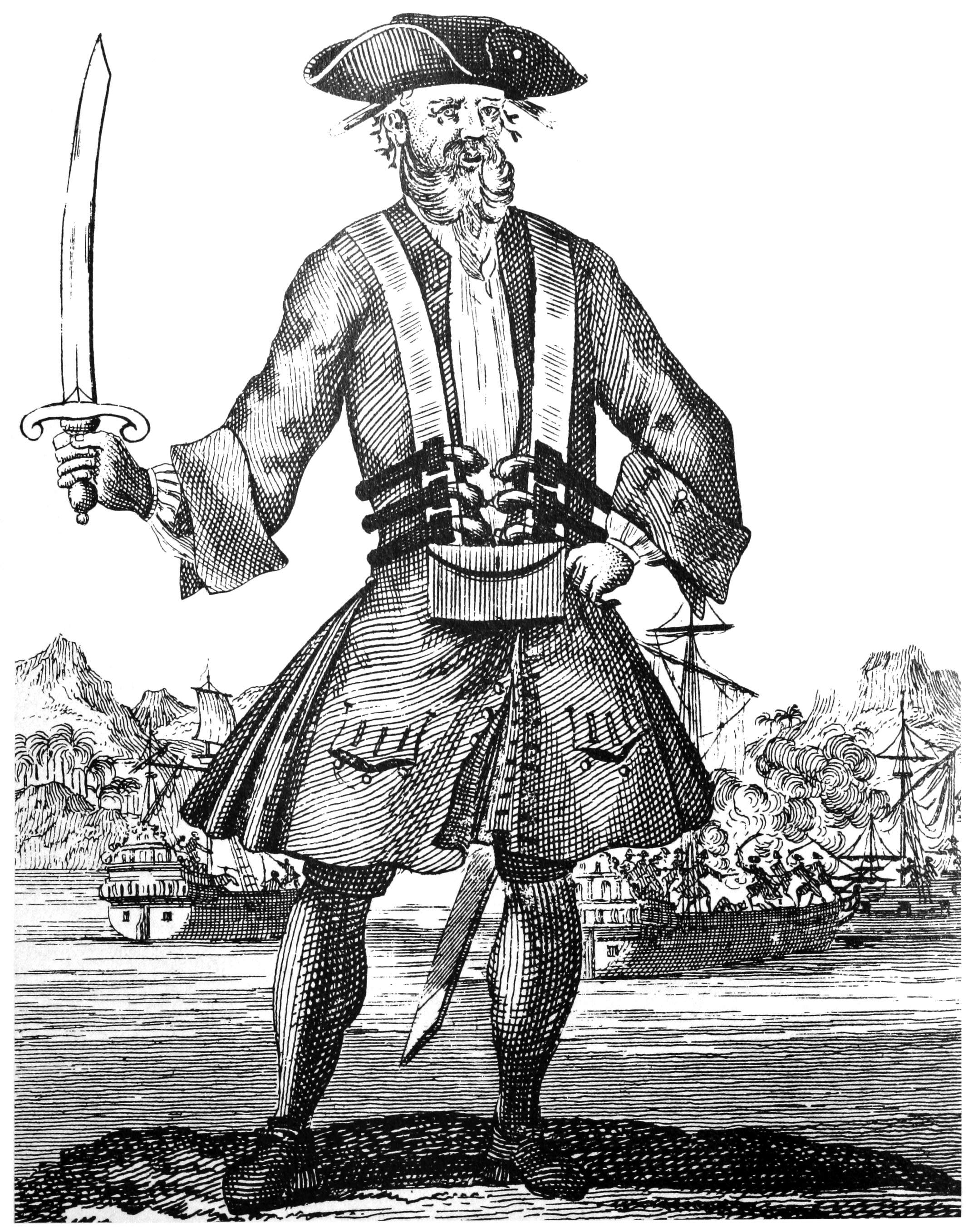
Litografia z XVIII wieku przedstawiająca Czarnobrodego

Czarnobrody (ang. Blackbeard, właśc. Edward Teach lub Thatch, także Thack, Thatche i Theach) (ur. około 1680, zm. 22 listopada/2 grudnia 1718) – angielski pirat, w latach 1717–1718 grasujący na wschodnim wybrzeżu Ameryki Brytyjskiej i Morzu Karaibskim, jeden z najgroźniejszych piratów swojego okresu.

## Życiorys
Jednym z najważniejszych źródeł nt. jego życia jest wydana w 1724 praca General History of the Pyrates pióra kapitana Charlesa Johnsona. Według niektórych źródeł urodził się w Bristolu, inne relacje wskazują na Jamajkę jako miejsce jego urodzenia. O jego młodości wiadomo niewiele; niewykluczone, że również nazwisko, pod którym Czarnobrody jest znany, było fałszywe.
Prawdopodobnie służył na okrętach korsarskich podczas Wojny Królowej Anny; przez pewien czas podlegał słynnemu korsarzowi i piratowi Benjaminowi Hornigoldowi, który miał swoją bazę na wyspie New Providence. Teach był jednym z najwierniejszych żeglarzy Hornigolda; kiedy zbuntowana załoga odsunęła w 1717 kapitana od dowodzenia okrętem „Ranger”, Czarnobrody był jednym z niewielu, którzy pozostali wobec niego lojalni. Po tym wydarzeniu Teach uczestniczył w kilku kolejnych wypadach Hornigolda.
Jesienią 1717 na New Providence zjawił się pirat Stede Bonnet, dowodzący slupem „Revenge”. Bonnet był ranny po potyczce z hiszpańskim okrętem wojennym, w związku z czym zgodził się na to, by Teach przejął czasowo dowodzenie nad jego okrętem. Ataki na inne statki Czarnobrody prowadził więc początkowo na slupie Bonneta, a następnie na zdobycznym francuskim okręcie La Concorde, przemianowanym na „Queen Anne’s Revenge” (Zemsta Królowej Anny). Łącznie w ciągu jesiennych miesięcy 1717 Teach złupił kilkanaście okrętów u wybrzeży Wirginii i w zatoce Delaware, a także podczas późniejszego wypadu w okolice Leeward Islands, gdzie zdobyto „La Concorde”. Po zdobyciu nowego okrętu flagowego znacznie go dozbroił, umieszczając na nim łącznie ok. 40 dział; poprzednią swoją jednostkę, „Revenge”, zwrócił Bonnetowi. Obydwaj piraci współpracowali ze sobą w następnych tygodniach.

### 1718
Okres zimowy 1717/1718 Bonnet i Teach spędzili na New Providence, a następnie na pewien czas rozdzielili się. Do ponownego ich spotkania doszło wiosną 1718 na wyspach Turneffe. Wówczas załoga Bonneta, przekonana o jego niekompetencji, poprosiła Teacha o przejęcie dowodzenia nad „Revenge”, na co ten przystał, zmuszając Bonneta do rezygnacji, a na nowego kapitana statku wyznaczając swojego podwładnego Richardsa. W tym samym okresie piraci przejęli i dołączyli do swojej floty slup „Adventure”, a na jego kapitana Czarnobrody wyznaczył Israela Handsa.
W szczytowym momencie kariery – wiosną 1718 roku – Teach dysponował 4 (lub więcej, licząc jednostki sprzymierzone) okrętami, 60 działami i ok. 400 ludźmi. Wielu z marynarzy napadniętych statków przyłączało się do załogi Czarnobrodego. Jedną z najbardziej znamiennych akcji Teacha była przedsięwzięta przezeń w maju 1718 tygodniowa blokada morska Charleston, w której uczestniczyło osiem okrętów i w której wyniku piraci splądrowali kilka statków, a także sterroryzowali miasto, zmuszając włodarzy do okupienia się w zamian za uwolnienie jeńców (okupem był wart kilkaset funtów ładunek lekarstw). Po zdjęciu blokady Teach skierował swoje okręty w okolice przesmyku Topsail (współcześnie przesmyk Beaufort), gdzie najprawdopodobniej celowo osadził kilka własnych okrętów na mieliźnie i porzucił większość swojej załogi. Niewykluczone, że był to wypadek, zapewne jednak Teach dążył do uszczuplenia liczby marynarzy, chcąc uniknąć nadmiernego podziału łupów. W czerwcu 1718 popłynął do Bath i tam wystarał się u gubernatora Karoliny Północnej Charlesa Edena o ułaskawianie, na krótki czas zrezygnowawszy z piractwa. Ożenił się z córką lokalnego plantatora i zamieszkał w okolicach Bath. Wkrótce jednak zaczął ponownie grasować po pobliskich akwenach, m.in. w przesmyku Ocracoke. Charles Eden nie podejmował działań skierowanych przeciwko Teachowi, w związku z czym mieszkańcy wybrzeża i ofiary pirata zwrócili się w tajemnicy o pomoc do gubernatora Wirginii, Alexandra Spotswooda.

#### Śmierć
Teach zginął 22 listopada 1718 (wg starego stylu, bądź 2 grudnia wg nowego kalendarza) w trakcie potyczki z dwoma okrętami („Jane” i „Ranger”) dowodzonymi przez angielskiego porucznika Roberta Maynarda, działającego na polecenie Spotswooda. Do bitwy doszło w okolicach przesmyku Ocracoke. W tym dniu na statku Czarnobrodego znajdowało się około 20 ludzi. Brytyjczyk wykorzystał podstęp, każąc większości swojej załogi schować się pod pokładem flagowca „Jane” – Teach, nieświadom tego, nakazał abordaż okrętu,co doprowadziło do klęski piratów i śmierci Czarnobrodego. Maynard rozkazał odciąć głowę Teacha, a jego ciało wyrzucić za burtę. Za zabicie Czarnobrodego otrzymał od Spotswooda sto funtów szterlingów nagrody. Następnie skierował się do Wirginii, gdzie głowę Czarnobrodego wywieszono na widok publiczny, a następnie do Bath; tam odszukano i zaaresztowano kilkunastu podwładnych Teacha, m.in. Israela Handsa. Był on jedynym spośród piratów Czarnobrodego, którego ułaskawiono w procesie w Williamsburgu w marcu 1719; jego zeznania obciążały władze kolonialne Karoliny Północnej, od dłuższego czasu uznawane za przychylne piratom. Informacje nt. zgonu Teacha rozpowszechniane były m.in. w prasie londyńskiej.

### Wygląd i charakter

Bandera Czarnobrodego

Według opisu Henry'ego Bostocka, który był jedną z ofiar Teacha, pirat był wysokim mężczyzną o bardzo długiej czarnej brodzie. Podobny jego opis zachował się w General History of the Pyrates Johnsona. Charakterystyka ta przeniknęła do większości przedstawień Teacha w dziełach kultury popularnej.
Według opisu Johnsona Teach, aby wyglądać groźniej, uciekał się do zabiegów takich jak wiązanie swojego zarostu w supły i warkocze, przywiązywanie doń wstążek, czy podkładanie ognia pod swój kapelusz. Miało to na celu wzbudzić lęk u napotkanych żeglarzy i skłonić ich do poddania się bez walki.
We wspomnianej pracy General History Johnson opisuje Teacha jako osobę charyzmatyczną, lecz nieprzewidywalną. Nakazał m.in. zapalić w ładowni swojego statku siarkę, a w toksycznym dymie wytrzymał najdłużej z całej załogi. Miał również bez przyczyny postrzelić w nogę jednego ze swoich oficerów, Israela Handsa, tłumacząc ten czyn tym, że musi „co jakiś czas przypominać załodze, kim jest”.
Czarnobrody prowadził prywatny dziennik, który, choć zachowały się nieliczne jego fragmenty, stanowi jedno ze źródeł dla badań nad jego biografią.
Elementem amerykańskiego folkloru stał się nigdy nie odnaleziony legendarny skarb Czarnobrodego (największy pojedynczy łup, szacowany na sumę 325 tys. ówczesnych funtów szterlingów), istnienie którego podawane jest jednak przez historyków w wątpliwość. W latach 90. XX wieku u wybrzeży Północnej Karoliny odnaleziono wrak statku, będącego prawdopodobnie należącą do Teacha „Zemstą królowej Anny”.

## Czarnobrody w kulturze

### Filmy i seriale
- 1952: Duch Blackbearda (Blackbeard’s Ghost) – amerykański film familijny (wyk. Peter Ustinov) – w filmie Czarnobrody pojawia się jako duch
- 2006: Czarnobrody (Blackbeard) – amerykański telewizyjny film przygodowy (wyk. Angus Macfadyen).
- 2006: Czarnobrody (Blackbeard: Terror at Sea) – brytyjsko-niemiecko-francuski telewizyjny film dramatyczny (wyk. James Purefoy)
- 2011: Piraci z Karaibów: Na nieznanych wodach ( Pirates of the Caribbean: On Stranger Tides) – amerykański film przygodowy (wyk. Ian McShane) – film ma charakter fantastyczny. Postać Czarnobrodego ma niewiele wspólnego z jego historyczną biografią.
- 2022: Nasza bandera znaczy śmierć – amerykański serial komediowy (wyk. Taika Waititi)

### Inne
- 2003: One Piece – seria mang, w której występuje postać o imieniu Marshall D. Teach(inne języki), która przypomina postać Czarnobrodego
- 2013: Assassin’s Creed IV Black Flag – przygodowa gra akcji